# Ragazze vincenti - La serie
Ragazze vincenti - La serie (A League of Their Own) è una serie televisiva statunitense creata da Will Graham e Abbi Jacobson.
Si tratta di una serie reboot dell'omonimo film del 1992, pubblicata su Prime Video a partire dal 12 agosto 2022.

## Trama
La serie, ambientata nel 1943, ruota attorno alla squadra delle Rockford Peaches, un team femminile della nascente All-American Girls Professional Baseball League.

## Episodi
| Stagione       | Episodi | Pubblicazione USA | Pubblicazione Italia |
| -------------- | ------- | ----------------- | -------------------- |
| Prima stagione | 8       | 2022              | 2022                 |

## Personaggi e interpreti

### Personaggi principali
- Carson Shaw, interpretata da Abbi Jacobson,[2] doppiata da Gaia Bolognesi.
- Maxine "Max" Chapman, interpretata da Chanté Adams,[2] doppiata da Lucrezia Marricchi.
- Greta Gill, interpretata da D'Arcy Carden,[2] doppiata da Angela Brusa.
- Clance Morgan, interpretata da Gbemisola Ikumelo,[2] doppiata da Letizia Ciampa.
- Lupe García, interpretata da Roberta Colindrez,[3][2] doppiata da Valentina Favazza.
- Jess McCready, interpretata da Kelly McCormack,[2] doppiata da Guendalina Ward.
- Esti González, interpretata da Priscilla Delgado,[2][4] doppiata da Luna Iansante.
- Maybelle Fox, interpretata da Molly Ephraim,[4] doppiata da Veronica Puccio.
- Jo Deluca, interpretata da Melanie Field,[2][4] doppiata da Erica Necci.
- Shirley Cohen, interpretata da Kate Berlant,[4] doppiata da Isabella Benassi.

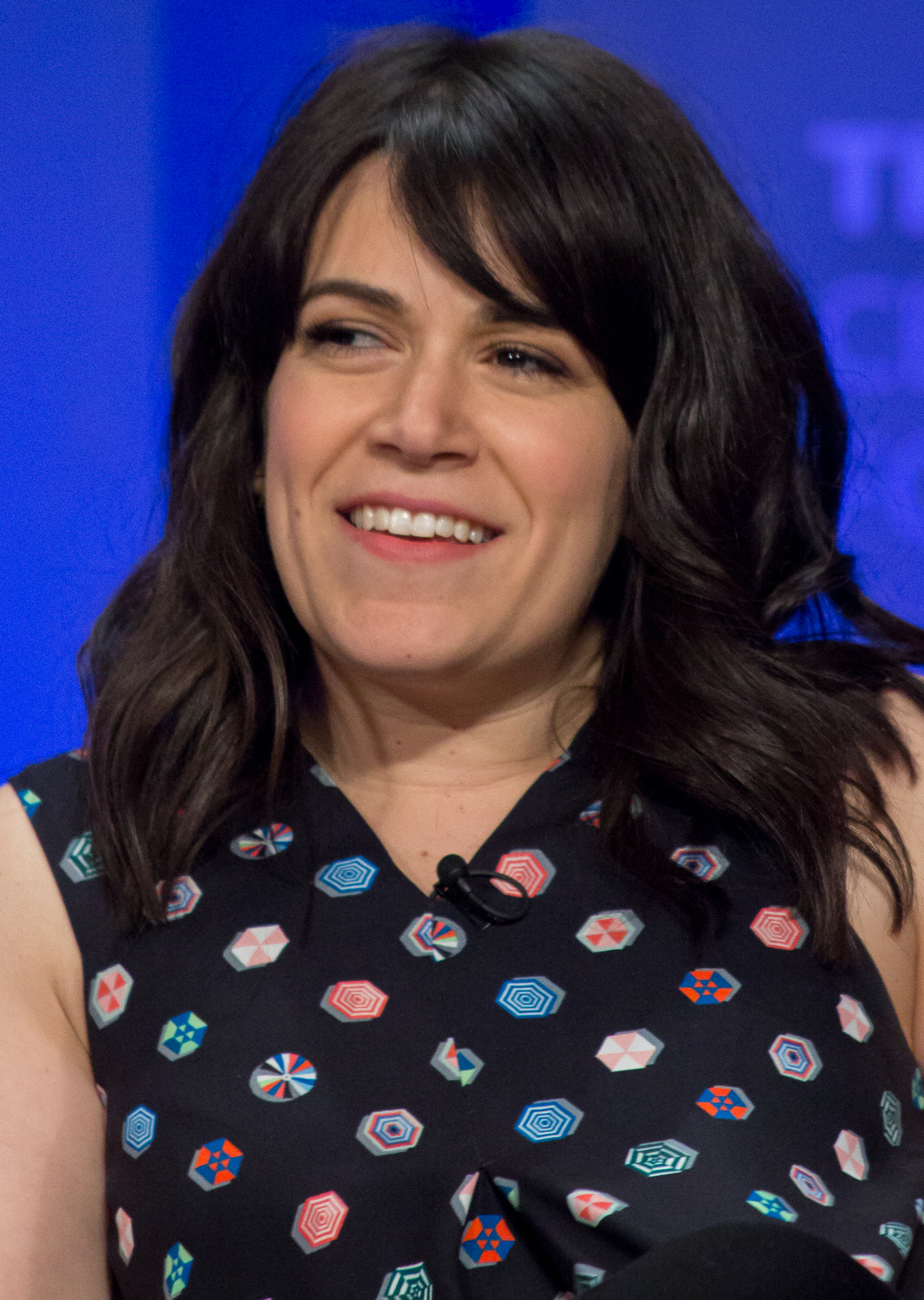
Abbi Jacobson interpreta Carson Shaw
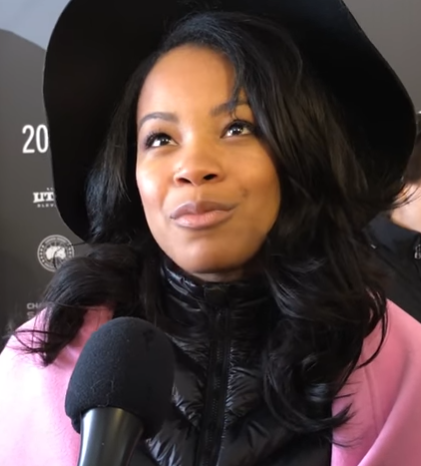
Chanté Adams interpreta Max Chapman
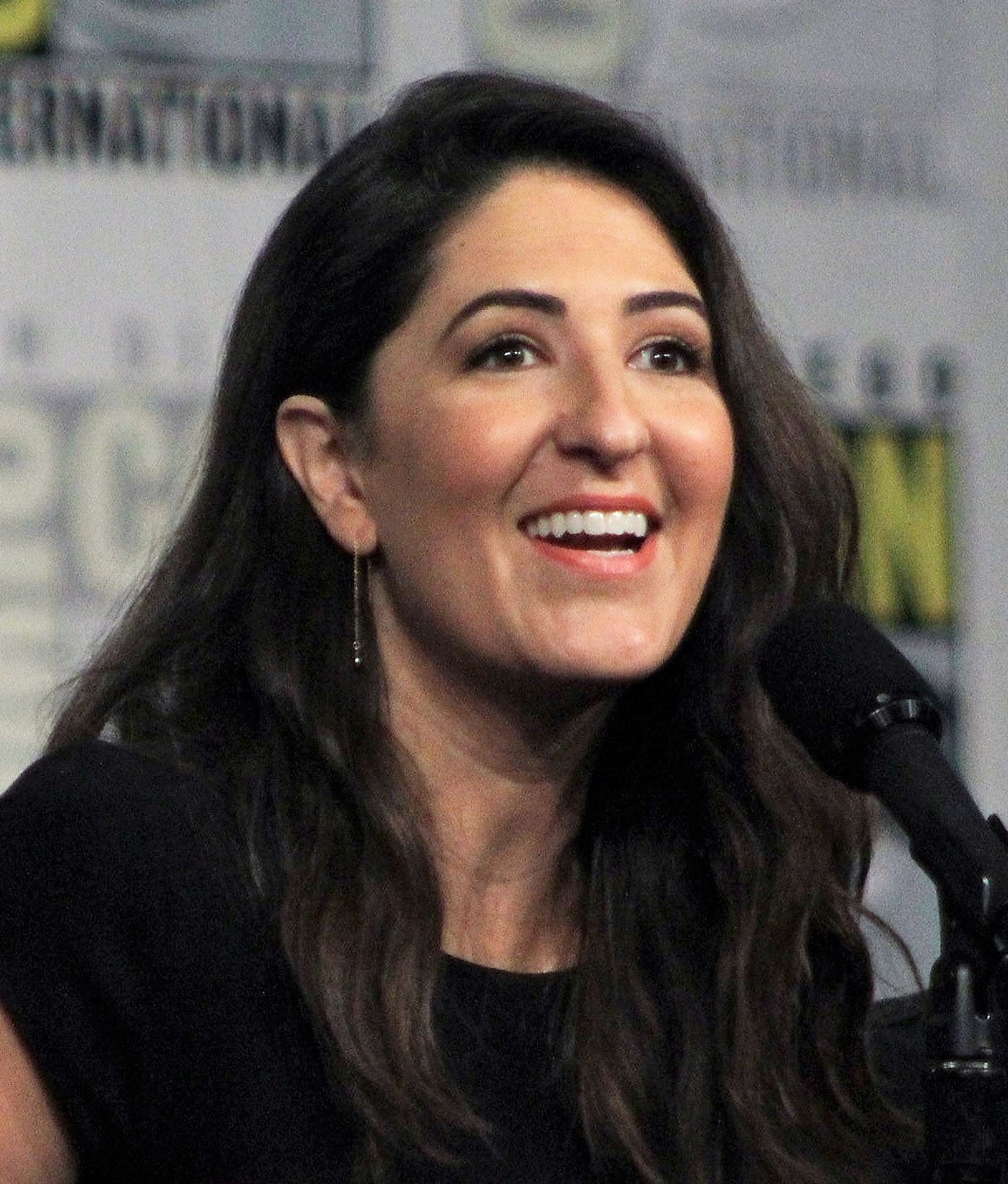
D'Arcy Carden interpreta Greta Gill
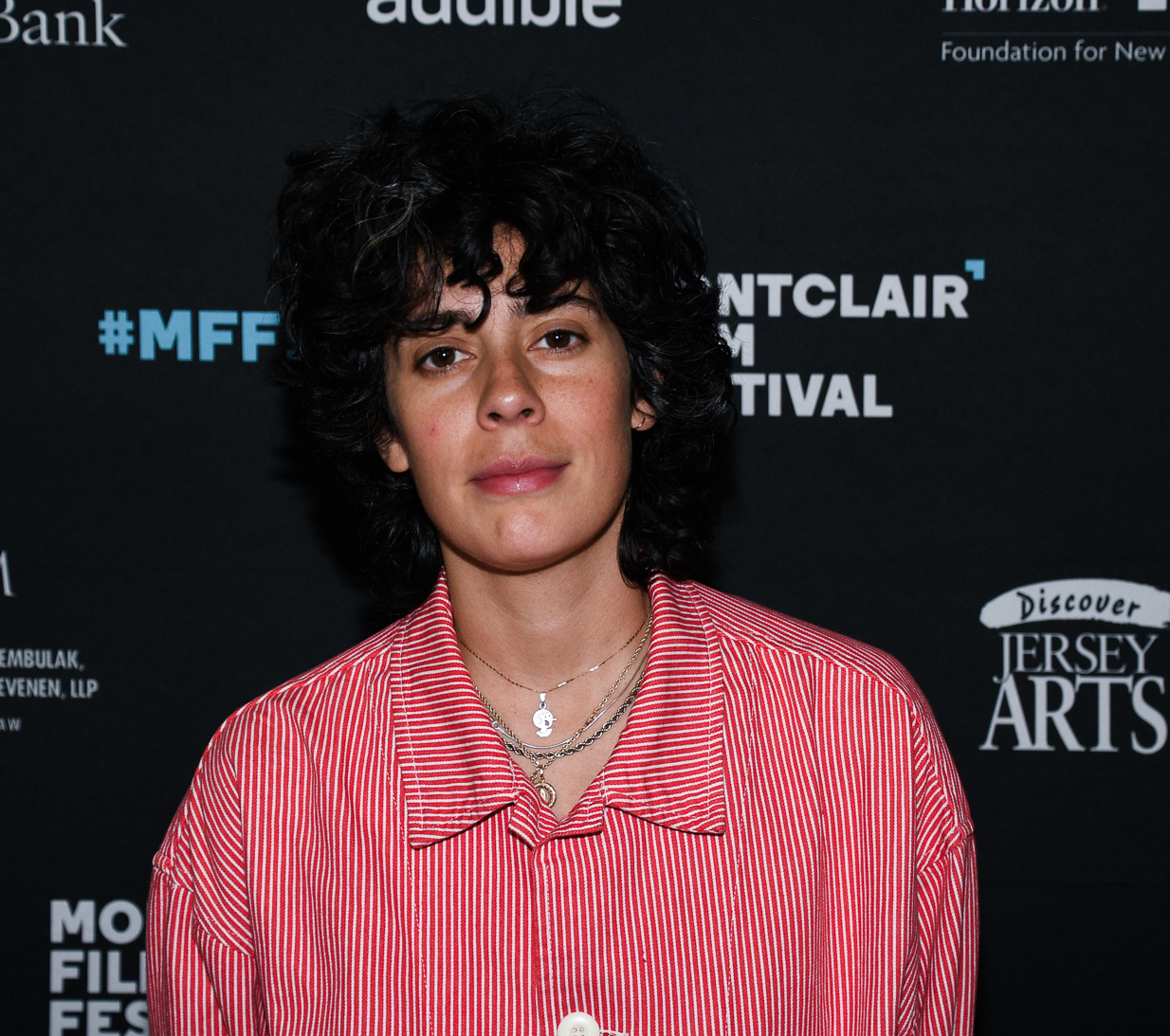
Roberta Colindrez interpreta Lupe
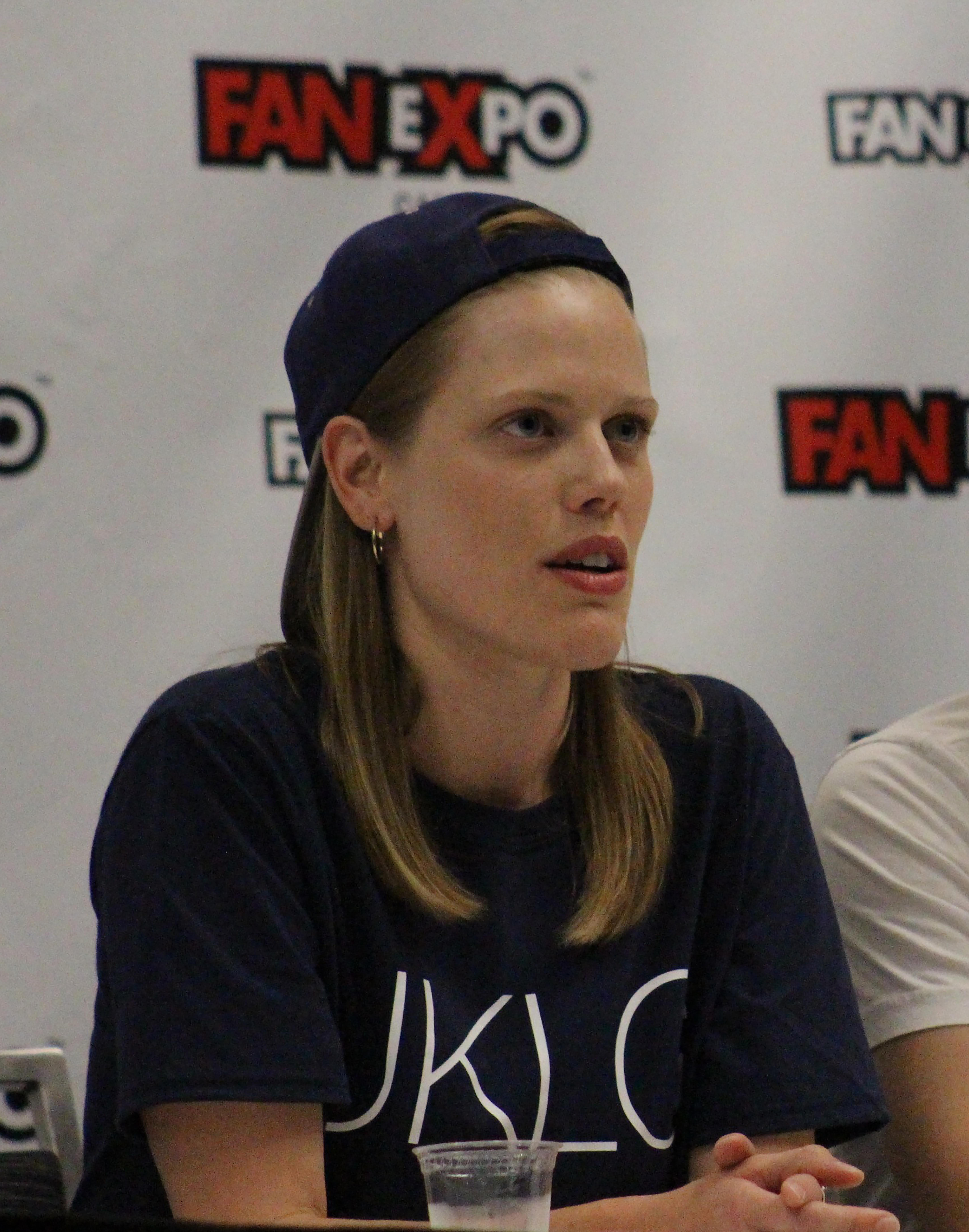
Kelly McCormack interpreta Jess
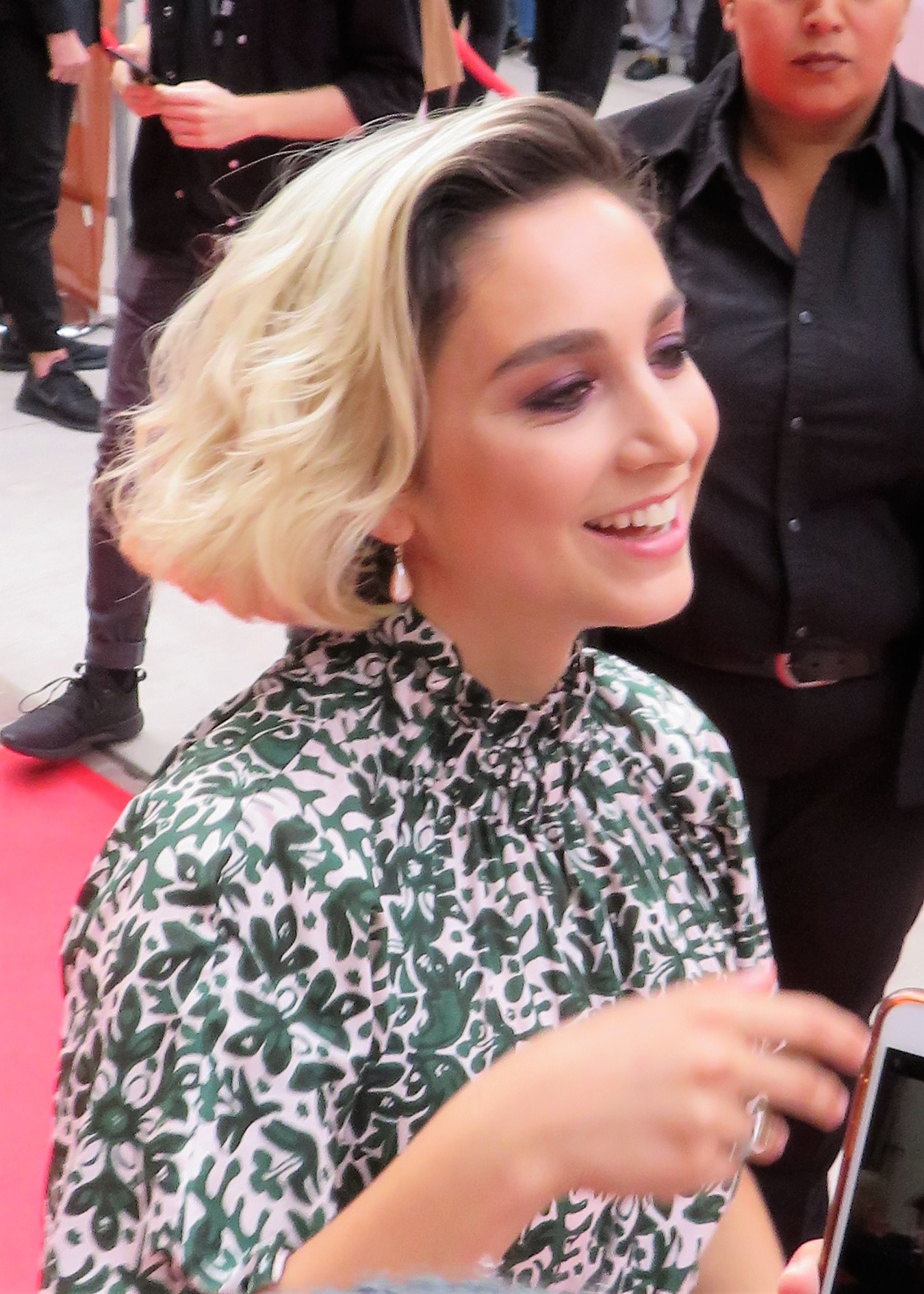
Molly Ephraim interpreta Maybelle Fox

### Personaggi ricorrenti
- Edgar Chapman, interpretato da Alex Désert,[5] doppiato da Fabrizio Vidale.
- Toni Chapman, interpretata da Saidah Arrika Ekulona,[6] doppiata da Ilaria Stagni.
- Marshall, interpretato da Nat Faxon,[5] doppiato da Francesco Venditti.
- Beverly, interpretata da Dale Dickey,[7] doppiata da Barbara Castracane.
- Guy, interpretato da Aaron Jennings, doppiato da Gabriele Vender.
- Gary, interpretato da Kendall Johnson,[5] doppiato da Flavio Aquilone.
- Bert Hart, interpretato da Lea Robinson,[8] doppiato da Francesco Meoni.
- Gracie, interpretata da Patrice Covington,[8] doppiata da Francesca Fiorentini.

## Produzione

### Sviluppo
Nel 2017 Abbi Jacobson e Will Graham propongono a Sony Pictures l'idea di fare un reboot del film del 1992 Ragazze vincenti di Penny Marshall. Graham ama il crescendo del film e avanza l'idea a Jacobson di un reboot contemporaneo. Prima di proseguire col progetto, contattano Marshall e Geena Davis per avere la loro benedizione.
Graham e Jacobson decidono di espandere gli argomenti toccati, per includere anche il razzismo e le storie di giocatrici lesbiche. Inoltre assumono un ricercatore per raccogliere informazioni dettagliate sulla All-American Girls Professional Baseball League e incontrano le giocatrici ancora in vita. Il personaggio di Max si basa su tre diverse giocatrici delle Negro League: Toni Stone, Mamie Johnson e Connie Morgan.
A marzo 2020 viene annunciato che la serie era in sviluppo presso Amazon Studios. Si tratta del secondo adattamento di Ragazze vincenti, dopo la serie del 1993.
Jamie Babbit dirige l'episodio pilota, girato nel sud della California. Babbit, Hailey Wierengo ed Elizabeth Koe sono le produttrici esecutive, insieme agli sceneggiatori e ideatori Graham e Jacobson, la quale è anche l'attrice protagonista. La serie è il secondo maggior progetto di Abbi Jacobson, dopo Broad City, andata in onda per cinque stagioni.
Il 6 agosto 2020 Amazon annuncia la produzione della serie.
Il 14 marzo 2023 Deadline rivela che Prime Video ha rinnovato la serie per una seconda e ultima stagione, composta da quattro episodi. L'agosto successivo, tuttavia, la serie è stata definitivamente cancellata a causa dello sciopero degli sceneggiatori della Writers Guild of America.

### Cast
Il 14 febbraio 2020 D'Arcy Carden, Chanté Adams, Roberta Colindrez, Gbemisola Ikumelo, Kelly McCormack, Melanie Field e Priscilla Delgado vengono annunciate come parte del cast principale. Nick Offerman entra nel cast a giugno 2020 come Casey "Dove" Porter, l'allenatore della squadra. Molly Ephraim e Kate Berlant entrano inizialmente nel cast ricorrente. A luglio 2021 Rosie O'Donnell annuncia che sarebbe stata una guest star nel ruolo di una barista in un locale gay. Il 6 luglio 2021 viene annunciata Saidah Ekulona come personaggio ricorrente. A settembre 2021 Patrick J. Adams, Patrice Covington, Lea Robinson, Andia Winslow, Rae Gray e Lil Frex entrano anch'essi a far parte del cast ricorrente. L'8 novembre 2021 viene annunciato che Nat Faxon, Kevin Dunn, Marquise Vilsón, Marinda Anderson, Don Fanelli e Nancy Lenehan avrebbero avuto dei ruoli ricorrenti.

### Riprese
Dopo aver girato l'episodio pilota a Los Angeles, le riprese sono state rinviate a causa della pandemia di COVID-19. La produzione si è poi svolta a Pittsburgh in Pennsylvania, da metà luglio fino a ottobre 2021. Le riprese sono ufficialmente iniziate l'11 luglio 2021, nel lato sud di Pittsburgh, nel vecchio Schwartz Market. Ulteriori luoghi di riprese sono stati: Ambridge, il Fifth Street Park, Aliquippa al Morrell Field e la stazione Amtrak di Greensburg.

## Distribuzione
Un'anteprima della serie è stata proiettata al Tribeca Film Festival il 13 giugno 2022. La prima stagione della serie è stata poi interamente pubblicata su Prime Video il 12 agosto 2022.

## Accoglienza
Su Rotten Tomatoes la prima stagione ha un indice di gradimento del 95%, basato su 91 recensioni, con un punteggio medio di 7,70/10. Su Metacritic, invece, ha un punteggio di 70 su 100, basato su 32 recensioni.

## Riconoscimenti
- GLAAD Media Awards
  - 2023 – Miglior nuova serie televisiva[30][31]

- Independent Spirit Awards
  - 2023 – Candidatura alla miglior performance da non protagonista in una nuova serie televisiva a Gbemisola Ikumelo[32][31]

- NAACP Image Award
  - 2023 – Candidatura al miglior design dei costumi (televisione o cinema) a Trayce Gigi Field[33]